# Fränkisches Brauereimuseum

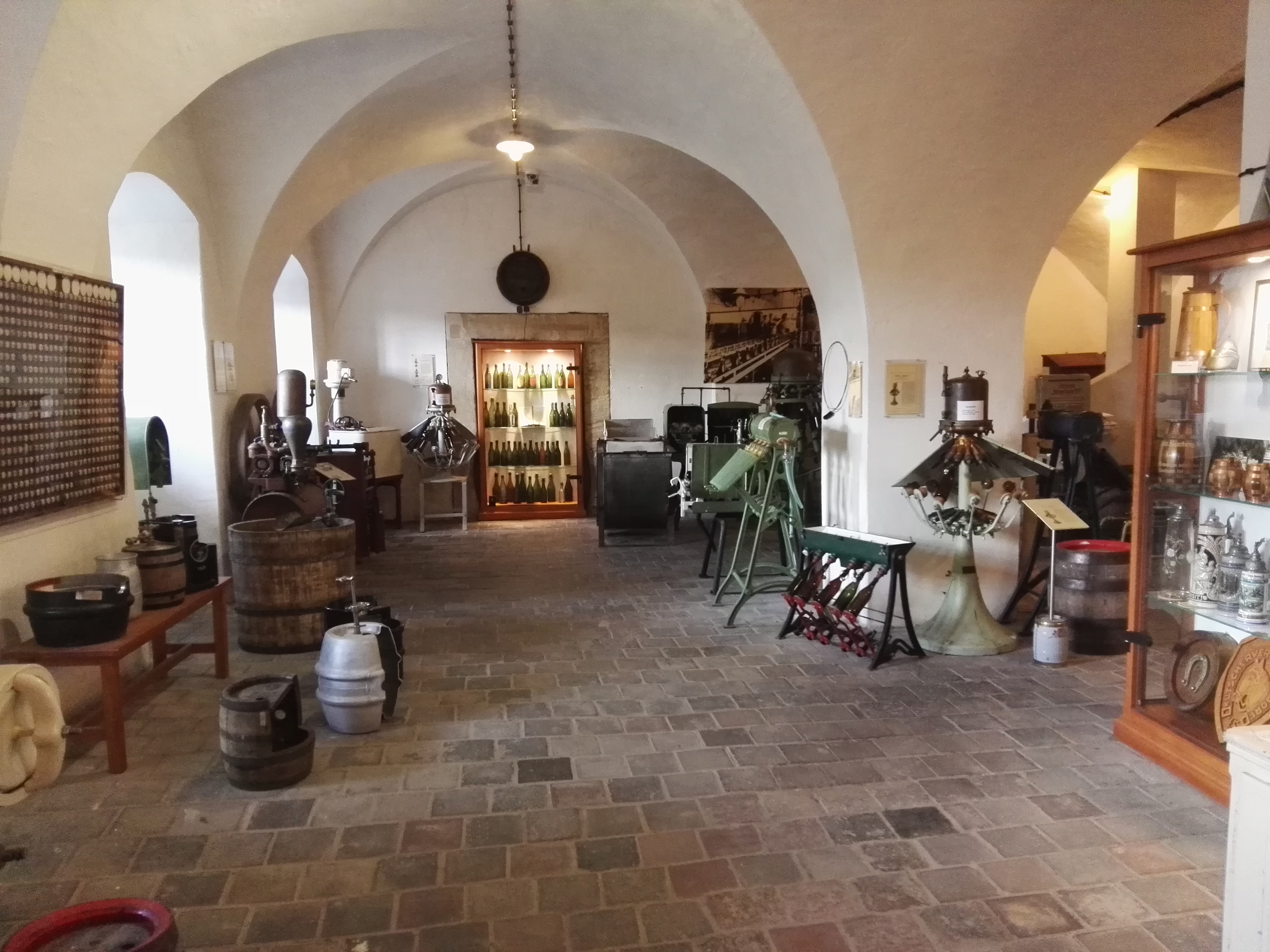
Blick in einen Ausstellungsraum

Das Fränkische Brauereimuseum in Bamberg ist ein Museum über Franken und sein Bier.
Das Museum ist in der ehemaligen Klosterbrauerei der Benediktiner auf dem Michelsberg untergebracht, in deren Räumlichkeiten seit dem Jahr 1122 Bier gebraut wurde. Auf einer Fläche von 900 m² werden über 1400 Exponate ausgestellt, welche die Tradition der Brauer, Mälzer und Büttner in der Region lebendig darstellen.
Verwirklicht wurde das Museum durch den ehrenamtlichen Einsatz des Vereins Fränkisches Brauereimuseum e. V. Zudem ist es eines von vier Museen zum Thema Bier entlang der Fränkischen Bierstraße.

## Sammlung
Sammlungsschwerpunkte des Museums sind historische Gerätschaften und Maschinen, die zum Bierbrauen benötigt werden. Inhaltlich ist das Museum in verschiedene Bereiche aufgeteilt: Sudhaus, Kühlhaus, Gärkeller, Lagerkeller, Filterkeller, Flaschen- und Fassabfüllung, Eiskeller, Mälzerei- und Büttnereiabteilung sowie Hopfenkeller. Ergänzt wird die Sammlung durch alte Schriftstücke, Urkunden, Emailschilder, Flaschen und Krüge. Die Integration der Exponate in eine jahrhundertealte Braustätte macht die Ausstellung höchst authentisch.

## Gebäude

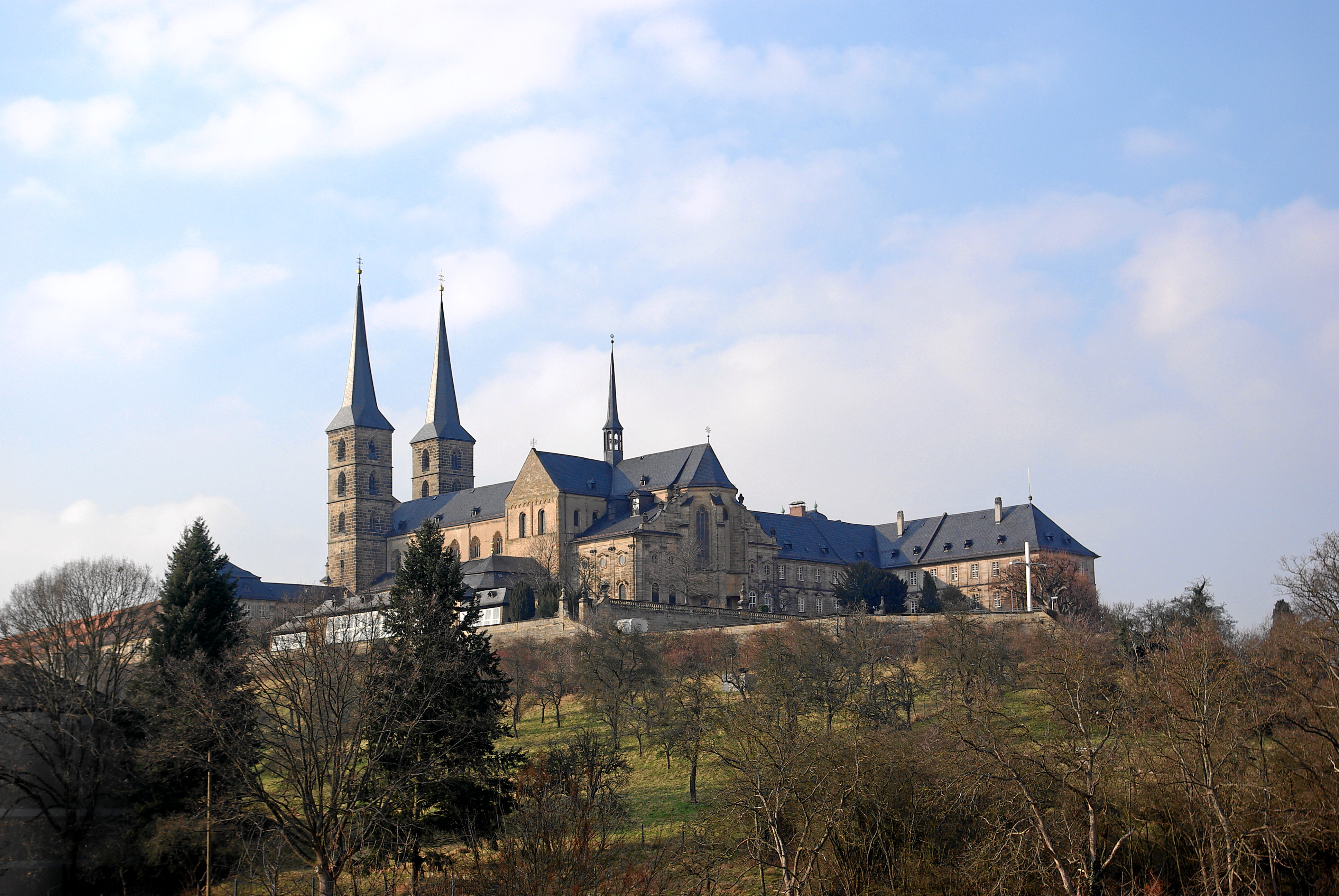
Kloster Michaelsberg

Das Museum ist in die Produktionsräume der ehemaligen Klosterbrauerei St. Michaelsberg integriert. Das Benediktinerkloster wurde 1015 durch den ersten Bamberger Bischof, Eberhard, gegründet und in den folgenden Jahrhunderten sukzessiv erweitert. Im Jahr 1742 begannen nach Plänen von Balthasar Neumann die Bauarbeiten am Prälatsbau, der die Klosteranlage einrahmt. Bereits vier Jahre später weihte Abt Ludwig Dietz den fertiggestellten Nordflügel, in dem auch die Brauerei untergebracht war. Mit der Säkularisation wurde der gesamte Komplex in die Bürgerspitalstiftung übertragen und befindet sich seitdem in städtischem Besitz.

## Brauhistorie
Unklar ist, wann im Benediktinerkloster auf dem Michaelsberg mit dem Bierbrauen begonnen wurde. Aus einer Urkunde von 1122 geht hervor, dass der Bamberger Bischof Otto der Heilige (1102–1139) dem Vogt von Gestungshausen „dimidiam carratam cerevisiae“ und damit das Braurecht zugestand. Es ist davon auszugehen, dass zu dieser Zeit auch schon in der Klosterbrauerei Bier angesetzt wurde. Davon zeugen auch klostereigene Landwirtschaftsflächen, auf denen zur Selbstversorgung Gerste, Weizen und Hopfen kultiviert wurden. Mit der Auflösung des Klosters im Jahr 1804 wurde das Brauhaus an bürgerliche Brauer verpachtet. Als letzte Eigentümer leiteten die (Halb-)Brüder Georg und Michael Peßler die Brauerei. Michael Peßler starb am 13. Januar 1968, sein Halbbruder Georg nur drei Monate später. Somit musste der Brauereibetrieb 1969, nach einer fast 850-jährigen Brautradition auf dem Michaelsberg, eingestellt werden.

## Geschichte des Museums
Nachdem 1969 der Braubetrieb in der ehemaligen Benediktinerabtei auf dem Michaelsberg eingestellt worden war, traf man sich am 1. Juni 1979 zur Gründungsversammlung des gemeinnützigen Vereins Fränkisches Brauereimuseum in der Bierstadt Bamberg e. V.
Ziel der 32 Gründungsmitglieder war, die Tradition der Brauer, Mälzer und Büttner darzustellen und zu erhalten. Dazu wurden in den folgenden Jahren zahlreiche Urkunden und Gerätschaften zusammengetragen und der Öffentlichkeit zugänglich gemacht, um so eine Art Informationszentrum rund ums Bier zu schaffen.
Zwei Jahre später, am 1. Mai 1981, gelang es dem Verein, die ehemaligen Brauereiräume zu mieten. Im Juli 1984 begann man mit der Renovierung und dem Umbau der Räume. Am 3. Mai 1986 wurde das Museum mit der Sonderausstellung Bier und Philatelie teileröffnet.
Gegenwärtig hat der Verein etwa 400 Mitglieder.